# Pfarrkirche Hofkirchen im Mühlkreis

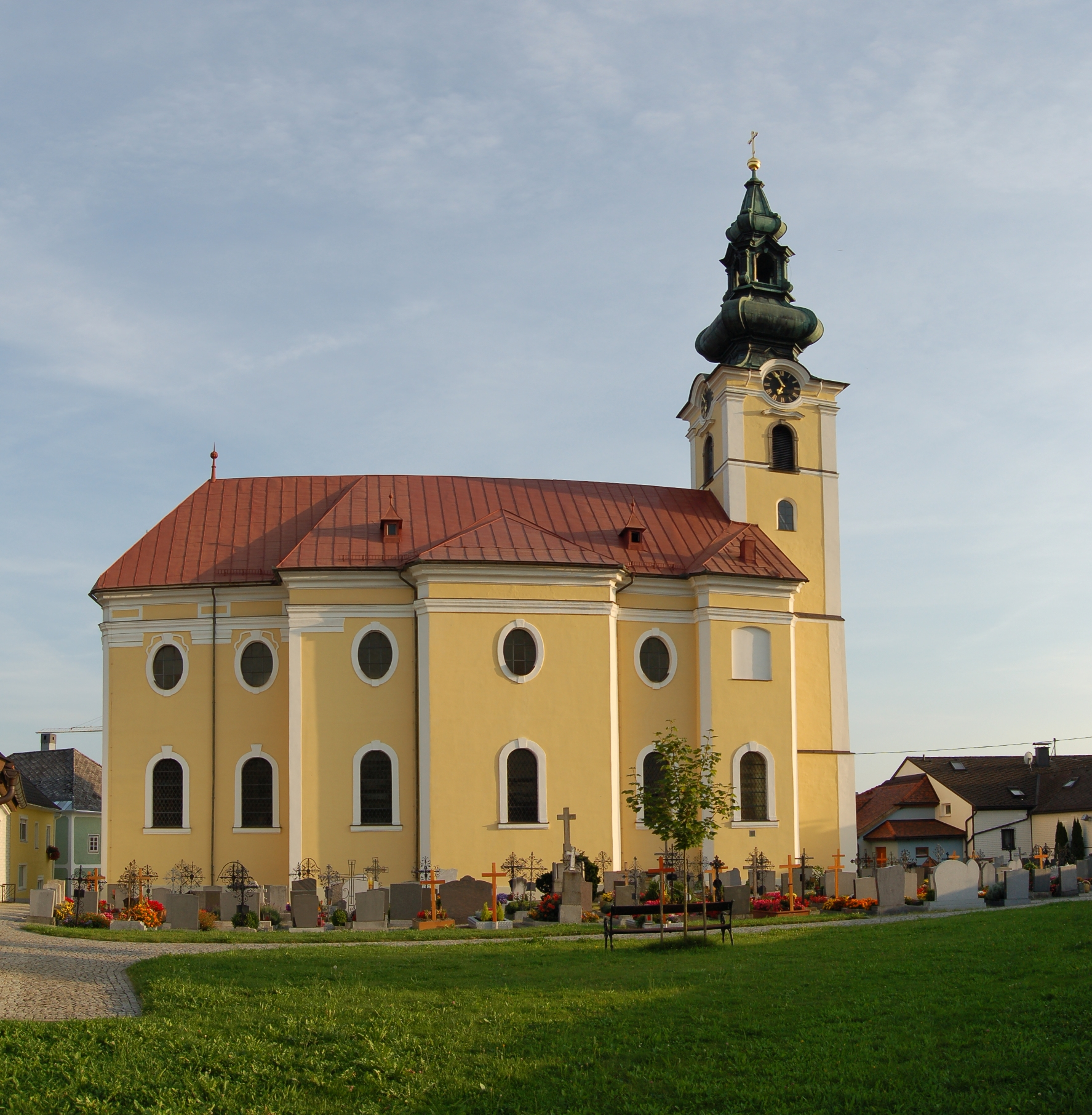
Katholische Pfarrkirche hl. Ulrich in Hofkirchen

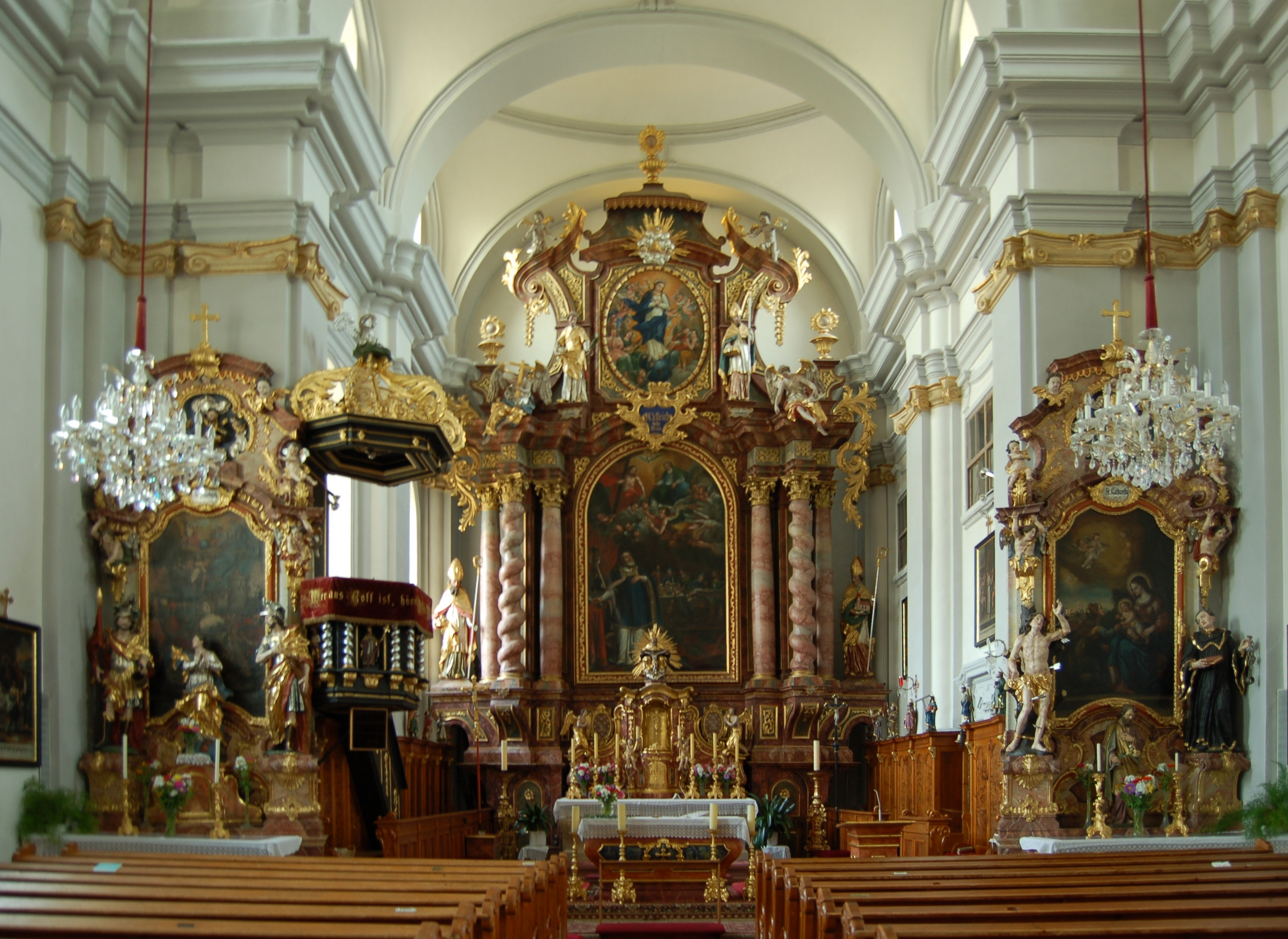
Langhaus, Blick zum Chor

Die römisch-katholische Pfarrkirche Hofkirchen steht nordöstlich an der höchsten Stelle des Marktes in der Marktgemeinde Hofkirchen im Mühlkreis im Bezirk Rohrbach in Oberösterreich. Die dem Patrozinium hl. Ulrich unterstellte Pfarrkirche gehört zum Dekanat Sarleinsbach in der Diözese Linz. Die Kirche steht unter Denkmalschutz (Listeneintrag).

## Geschichte
Urkundlich wurde 1220 ein Ulrichskircherl genannt und war die Hofkirche der Herrschaft Falkenstein, die Betreuung erfolgte bis 1493 von der Pfarrkirche Pfarrkirchen im Mühlkreis aus. 1570 bestand ein Vikariat und ein eigener Friedhof. Die formalrechtliche Erhebung zu Pfarre erfolgte 1891.
Die gotische Vorgängerkirche wurde nach einem Brand 1636 stark beschädigt. Der Wiederaufbau dauerte bis 1669. Der Kirchenneubau von 1716 bis 1739 unter Einbeziehung des gotischen Turms in barocker Form erfolgte unter Mitwirkung des Barockbaumeisters Jakob Pawanger. 1764 war wiederum ein Brand, wohl der Westempore. 1898 wurde der Westturm erhöht. 1970 wurde der Glockenstuhl erneuert. 1864, 1958, 1988 wurde die Kirche innen und 1866, 1953, 1977 und 1996 außen restauriert.

## Architektur
Die dreijochige, spätbarocke Saalkirche mit einem halben Vorjoch vor dem mächtigen Westturm besitzt einen zweijochigen Rechteckchor und einen zweigeschoßigen, südseitigen Anbau, der als Sakristei bzw. Oratorium dient.

## Ausstattung
Die Kirche hat eine qualitätvolle Kirchenausstattung aus der Erbauerzeit. Der Hauptaltar mit dem Bild des Hl. Ulrich stammt vom Sarleinsbacher Maler Johann Philipp Ruckerbauer (1727) und besitzt als Oberbild eine Darstellung der Maria Immaculata. Das Neorenaissance-Chorgestühl stammt von Anton Sigl (1910).
Die Orgel um 1730 ist geprägt durch Umbauten, unter anderen durch Josef Breinbauer 1878 (I Man./11 Reg.). Eine Glocke entstand 1861.

## Grabdenkmäler
- Aus Speckstein zum Priester Johannes Jakobus Schmid gestorben 1794.
- Maria Karolina von Helmreich, Pflegerin von Marsbach gestorben 1774, mit Wappenfeld und Rokokorahmen aus Stuck.
- Gotthard Starnberger gestorben 1737 mit Totenköpfen und Wappen.